# Vilson Santini
Vilson Santini (Tucunduva, 8 de novembro de 1947) é um radialista e político brasileiro.
Filho de Ângelo Santini e de Honorina Santini, nasceu no estado do Rio Grande do Sul. Casou-se com Lúcia Santini, com quem teve três filhos.
Em 1988 filiou-se ao Partido Trabalhista Brasileiro (PTB) e e foi eleito prefeito no mesmo ano, assumindo em janeiro de 1989 e encerrando o mandato em dezembro de 1992.
Foi eleito deputado federal pelo Paraná em outubro de 1994, assumindo o cargo em 1995 e renunciando em 1996 para assumir como prefeito no município de Prudentópolis. Em seu lugar assumiu o suplente Alexandre Ceranto, do Partido da Frente Liberal (PFL).
Na Câmara dos Deputados, integrou como titular a Comissão de Defesa do Consumidor, Meio Ambiente e Minorias; Comissão Especial Código Aduaneiro do Mercosul; e, como suplente, a Comissão Parlamentar de Inquérito (CPI) Direitos Autorais, a de Ciência e Tecnologia, a de Comunicação e Informática, da Comissão Especial PEC nº 9/95 de incentivo ao turismo.